# Álvaro Parente

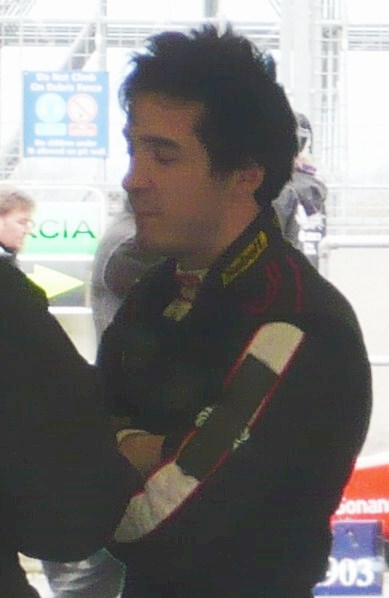
Álvaro Parente

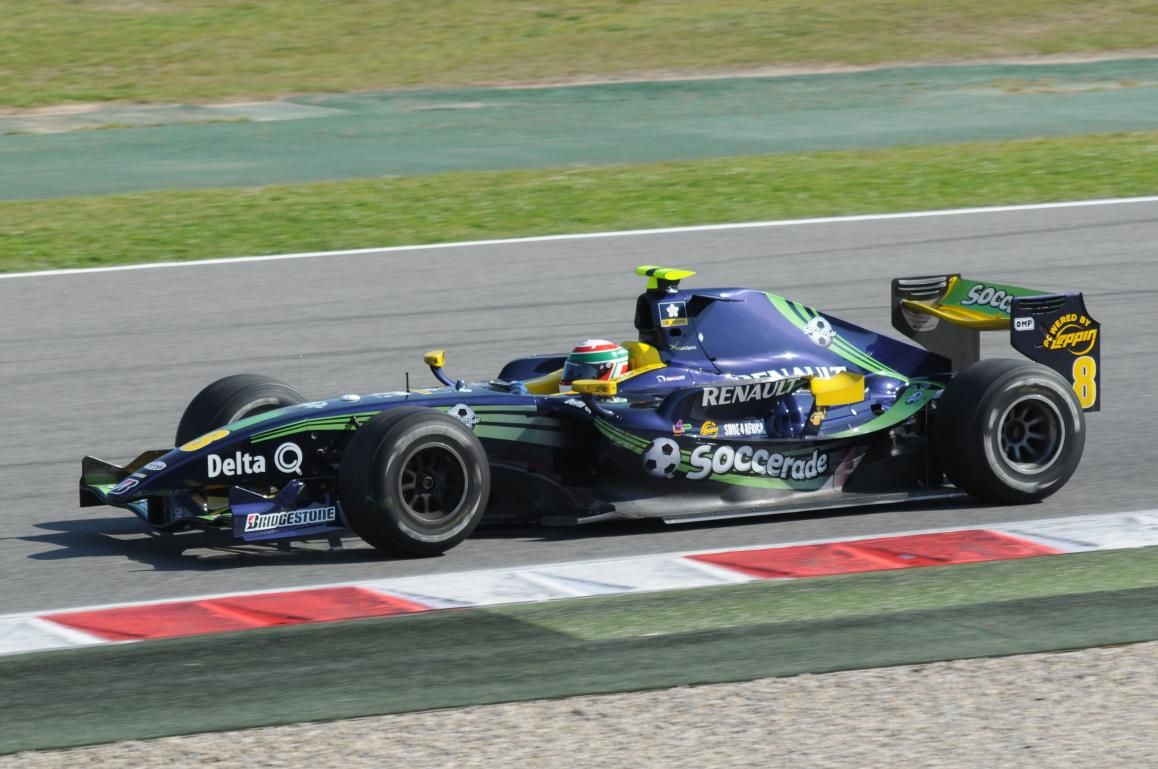
Parente 2008-ban a Super Nova Racing autójában a GP2-es széria egy versenyén

Álvaro Parente (Porto, 1984. október 4. –) portugál autóversenyző, a 2005-ös brit Formula–3-as bajnokság, valamint a 2007-es Formula–Renault 3.5 autóverseny-sorozat győztese.

## Pályafutása

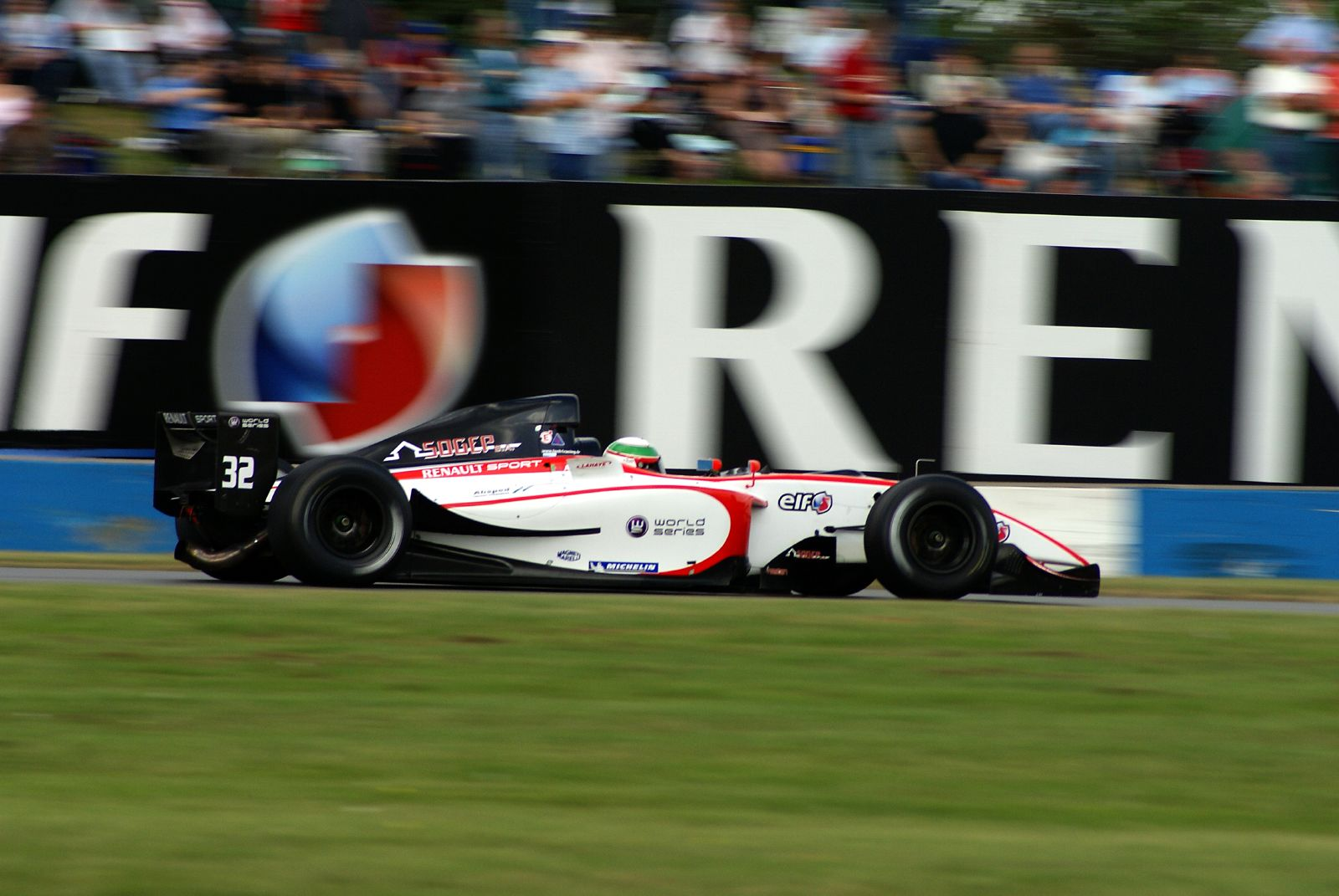
Álvaro a 2007-es World Series by Renault sorozat egy versenyén

A 90-es évek második felében gokartversenyeken szerepelt. Ez időszak alatt hazájában, valamint egy európai sorozatban is szerzett bajnoki címet. 2001-ben tért át a formulaautós versenyekre.

### Formula–3
2001-ben és 2002-ben a spanyol Formula–3-as sorozatban szerepelt. Első évében csak a tizenkettedik helyen végzett, majd a 2002-es szezonban már futamgyőzelmet is szerzett, és végül negyedikként zárt a pontversenyben. 2003-ban párhuzamosan több bajnokságban is versenyzett. A Formula–3 Euroseriesben volt a leginkább érdekelt, de elindult az olasz, valamint a brit széria futamain is. Jelentősebb sikereket nem ért el ebben az idényben és a következő két évben már csak a brit sorozatban szerepelt.
2004-ben a hetedik helyen zárta ezt a bajnokságot, majd 2005-ben magasan dominálta a mezőnyt. Tizenegy futamgyőzelmet szerzett, és noha nem vett részt sem a szezonnyitó, sem a szezonzáró fordulón, Álvaro első lett a pontversenyben. Ezt követően az A1 Grand Prix 2005–2006-os idényében indult, ahol tíz fordulón keresztül képviselte hazája alakulatát. Három alkalommal állt dobogón, és többször is pontszerző volt.

### Formula–Renault
2006-ra a Formula–Renault 3.5 sorozatba került. Itt két szezont töltött. Első évében három futamon is első lett, és végül szoros versenyben maradt alul a bajnoki címért folytatott harcban vetélytársaival szemben. A 2007-es szezonban megszerezte a bajnoki címet. Noha csak a monacói, és a spa-i főversenyen tudott győzni, teljesítménye elég volt az összetett sikerhez.

### GP2
2008 óta a GP2-es bajnokságban szerepel. A 2008-as szezont a Super Nova Racing alakulatánál teljesítette. A szezonnyitó futamon győzelemmel kezdett, ezt az eredményt azonban nem tudta megismételni az év hátralevő versenyein. További három alkalommal állt dobogón, végül harmincnégy pontjával a nyolcadik pozícióban zárt a tabellán. 2009-ben szintén szerzett egy futamgyőzelmet, ekkor a belga főversenyen lett első. A pontversenyt 2008 után ismét nyolcadikként zárta.
Részt vett a GP2 Asia Series több versenyén is.

### Superleague Formula
2009-ben egy, 2010-ben pedig három fordulón volt jelen Superleague Formula sorozatban. Mind a négy alkalommal az FC Porto labdarúgócsapat autóját vezette. A 2009-es második estorili futamon győzelmet szerzett a csapatnak.

## Eredményei

### Teljes A1 Grand Prix eredménylistája
(Táblázat értelmezése)

(Félkövér: pole-pozícióból indult; dőlt: leggyorsabb kört futott) 

| Év      | Csapat   | 1         | 2          | 3          | 4          | 5         | 6         | 7         | 8         | 9         | 10         | 11        | 12        | 13        | 14        | 15         | 16         | 17         | 18         | 19        | 20        | 21         | 22         | Helyezés | Pont |
| ------- | -------- | --------- | ---------- | ---------- | ---------- | --------- | --------- | --------- | --------- | --------- | ---------- | --------- | --------- | --------- | --------- | ---------- | ---------- | ---------- | ---------- | --------- | --------- | ---------- | ---------- | -------- | ---- |
| 2005–06 | Portugal | GBR SPR 8 | GBR FEA Ki | GER SPR Ki | GER FEA 11 | POR SPR 6 | POR FEA 5 | AUS SPR 2 | AUS FEA 7 | MYS SPR 9 | MYS FEA 18 | UAE SPR 8 | UAE FEA 4 | RSA SPR 8 | RSA FEA 3 | IDN SPR 19 | IDN FEA Ki | MEX SPR Ki | MEX FEA 10 | USA SPR 3 | USA FEA 4 | CHN SPR    | CHN FEA    | 9.       | 66   |
| 2006–07 | Portugal | NED SPR   | NED FEA    | CZE SPR    | CZE FEA    | BEI SPR   | BEI FEA   | MYS SPR   | MYS FEA   | IDN SPR   | IDN FEA    | NZL SPR   | NZL FEA   | AUS SPR   | AUS FEA   | RSA SPR 8  | RSA FEA 5  | MEX SPR 14 | MEX FEA 7  | SHA SPR   | SHA FEA   | GBR SPR 11 | GBR SPR 11 | 17.      | 10   |

### Teljes GP2-es eredménylistája
(Táblázat értelmezése)

(Félkövér: pole-pozícióból indult; dőlt: leggyorsabb kört futott) 

| Év   | Csapat                  | 1          | 2          | 3          | 4          | 5          | 6          | 7          | 8          | 9          | 10         | 11         | 12         | 13         | 14         | 15         | 16         | 17         | 18         | 19         | 20         | Helyezés | Pont |
| ---- | ----------------------- | ---------- | ---------- | ---------- | ---------- | ---------- | ---------- | ---------- | ---------- | ---------- | ---------- | ---------- | ---------- | ---------- | ---------- | ---------- | ---------- | ---------- | ---------- | ---------- | ---------- | -------- | ---- |
| 2008 | Super Nova Racing       | ESP FEA 1  | ESP SPR 7  | TUR FEA Ki | TUR SPR 8  | MON FEA 5  | MON SPR 3  | FRA FEA 9  | FRA SPR Ki | GBR FEA 16 | GBR SPR Ki | GER FEA 3  | GER SPR 6  | HUN FEA 16 | HUN SPR Ki | EUR FEA 16 | EUR SPR Ki | BEL FEA 2  | BEL SPR Ki | ITA FEA Ki | ITA SPR 12 | 8.       | 34   |
| 2009 | Ocean Racing Technology | ESP FEA Ki | ESP SPR 11 | MON FEA Ki | MON SPR Ki | TUR FEA Ki | TUR SPR 10 | GBR FEA Ki | GBR SPR 11 | GER FEA 6  | GER SPR 2  | HUN FEA 9  | HUN SPR 6  | VAL FEA 4  | VAL SPR Ki | BEL FEA 1  | BEL SPR Ki | ITA FEA 11 | ITA SPR Ki | POR FEA Ki | POR SPR 4  | 8.       | 30   |
| 2010 | Scuderia Coloni         | ESP FEA    | ESP SPR    | MON FEA    | MON SPR    | TUR FEA    | TUR SPR    | VAL FEA    | VAL SPR    | GBR FEA    | GBR SPR    | GER FEA    | GER SPR    | HUN FEA    | HUN SPR    | BEL FEA 2  | BEL SPR 3  | ITA FEA 12 | ITA SPR 9  | ABU FEA    | ABU SPR    | 14.      | 13   |
| 2011 | Racing Engineering      | TUR FEA    | TUR SPR    | ESP FEA 11 | ESP SPR 7  | MON FEA 2  | MON SPR 16 |            |            |            |            |            |            |            |            |            |            |            |            |            |            | 16.      | 8    |
| 2011 | Carlin                  |            |            |            |            |            |            | VAL FEA Ki | VAL SPR 18 | GBR FEA 9  | GBR SPR 9  | GER FEA 20 | GER SPR Ki | HUN FEA    | HUN SPR    | BEL FEA    | BEL SPR    | ITA FEA 12 | ITA SPR 12 |            |            | 16.      | 8    |

Teljes GP2 Asia Series eredménylistája 
(Táblázat értelmezése)

(Félkövér: pole-pozícióból indult; dőlt: leggyorsabb kört futott) 

| Év      | Csapat            | 1        | 2        | 3        | 4        | 5          | 6           | 7          | 8          | 9          | 10        | 11          | 12          | Helyezés | Pont |
| ------- | ----------------- | -------- | -------- | -------- | -------- | ---------- | ----------- | ---------- | ---------- | ---------- | --------- | ----------- | ----------- | -------- | ---- |
| 2008–09 | Qi-Meritus Mahara | CHN FEA  | CHN SPR  | DUB FEA  | DUB SPR  | BHR1 FEA   | BHR1 SPR    | QAT FEA 17 | QAT SPR 16 | MYS FEA 11 | MYS SPR 9 | BHR2 FEA Ki | BHR2 SPR 13 | 21.      | 1    |
| 2009–10 | Scuderia Coloni   | ABU1 FEA | ABU1 SPR | ABU2 FEA | ABU2 SPR | BHR1 FEA 6 | BHR1 SPR Ki | BHR2 FEA 4 | BHR2 SPR 3 |            |           |             |             | 8.       | 12   |

### Teljes Superleague Formula eredménylistája
(Táblázat értelmezése)

(Félkövér: pole-pozícióból indult; dőlt: leggyorsabb kört futott) 

2009
| Év   | Csapat     | Kiszolgáló         | 1   | 1   | 2   | 2   | 3   | 3   | 4   | 4   | 5   | 5   | 6   | 6   | Helyezés | Pont |
| ---- | ---------- | ------------------ | --- | --- | --- | --- | --- | --- | --- | --- | --- | --- | --- | --- | -------- | ---- |
| 2009 | F.C. Porto | Hitech Junior Team | MAG | MAG | ZOL | ZOL | DON | DON | EST | EST | MOZ | MOZ | JAR | JAR | 5.       | 302  |
| 2009 | F.C. Porto | Hitech Junior Team |     |     |     |     |     |     | 16  | 1   |     |     |     |     | 5.       | 302  |

Teljes Super Final eredménylistája
(Táblázat értelmezése)

(Félkövér: pole-pozícióból indult; dőlt: leggyorsabb kört futott) 

| Év   | Csapat                        | 1   | 2   | 3   | 4      | 5   | 6   |
| ---- | ----------------------------- | --- | --- | --- | ------ | --- | --- |
| 2009 | F.C. Porto Hitech Junior Team | MAG | ZOL | DON | EST Nk | MOZ | JAR |

2010
(Táblázat értelmezése)

(Félkövér: pole-pozícióból indult; dőlt: leggyorsabb kört futott) 

| Év   | Csapat     | Kiszolgáló      | 1   | 1   | 1   | 2   | 2   | 2   | 3   | 3   | 3   | 4   | 4   | 4   | 5   | 5   | 5   | 6   | 6   | 6   | 7   | 7   | 7   | 8   | 8   | 8   | 9   | 9   | 9   | 10  | 10  | 10  | 11   | 11   | 11   | 12  | 12  | 12  | Helyezés | Pont |
| ---- | ---------- | --------------- | --- | --- | --- | --- | --- | --- | --- | --- | --- | --- | --- | --- | --- | --- | --- | --- | --- | --- | --- | --- | --- | --- | --- | --- | --- | --- | --- | --- | --- | --- | ---- | ---- | ---- | --- | --- | --- | -------- | ---- |
| 2010 | F.C. Porto | Reid Motorsport | SIL | SIL | SIL | ASS | ASS | ASS | MAG | MAG | MAG | JAR | JAR | JAR | NÜR | NÜR | NÜR | ZOL | ZOL | ZOL | BRH | BRH | BRH | ADR | ADR | ADR | POR | POR | POR | ORD | ORD | ORD | BEI† | BEI† | BEI† | NAV | NAV | NAV | 7th      | 495  |
| 2010 | F.C. Porto | Reid Motorsport | 4   | 5   | 5   | 11  | 16  | X   | 5   | 11  | X   | 8   | 11  | X   | 17  | 1   | X   | 11  | 12  | X   | 11  | 4   | 6   | 6   | 11  | X   | 3   | 17  | X   |     |     |     | 15   | 1    | C    | 8   | 1   | 6   | 7th      | 495  |

† Nem számít bele a bajnokságba.

## Külső hivatkozások
- Hivatalos honlapja (portugálul)
- Profilja a driverdatabse.com honlapon (angolul)